# 헤리퍼드셔주

헤리퍼드셔주의 위치

헤리퍼드셔주(Herefordshire)는 잉글랜드의 주로 주도는 헤리퍼드이며 면적은 2,180km2, 인구는 183,600명(2014년 기준), 인구 밀도는 84명/km2이다. 북쪽으로는 슈롭셔주, 동쪽으로는 우스터셔주, 남동쪽으로는 글로스터셔주, 남서쪽과 서쪽으로는 웨일스와 접한다.